# Palazzo presidenziale di Vilnius
Il Palazzo Presidenziale (in lituano: Prezidentūra) è la sede degli uffici, e talvolta anche la residenza, del Presidente della Lituania.

## Storia
Le prime tracce del palazzo risalgono al XIV secolo, quando Jogaila fece erigere tale costruzione per ospitare il vescovo della città Andrzej Jastrzębiec. Per questa ragione, il palazzo è noto anche come "palazzo del Vescovo".